# Грекове Друге
Грекове Друге — село Куяльницької сільської громади в Подільському районі Одеської області, Україна. Населення становить 28 осіб.

## Історія
12 червня 2020 року, відповідно до Розпорядження Кабінету Міністрів України від № 724-р «Про визначення адміністративних центрів та затвердження територій територіальних громад Одеської області», увійшло до складу Куяльницької сільської територіальної громади.
19 липня 2020 року, в результаті адміністративно-територіальної реформи і ліквідації Подільського району (1923-2020), село увійшло до складу новоутвореного Подільського району Одеської області.

## Населення
Згідно з переписом УРСР 1989 року чисельність наявного населення села становила 20 осіб, з яких 5 чоловіків та 15 жінок.
За переписом населення України 2001 року в селі мешкало 27 осіб.

### Мова
Розподіл населення за рідною мовою за даними перепису 2001 року:
| Мова       | Відсоток |
| ---------- | -------- |
| українська | 60,71 %  |
| російська  | 21,43 %  |
| молдовська | 17,86 %  |